# Locatif
En linguistique, le locatif est un cas grammatical exprimant la localisation dans l'espace (sans mouvement), le lieu où se déroule l'action exprimée par le verbe. Dans certaines langues, il peut se subdiviser en plusieurs cas spécifiques, selon que le lieu est fermé (inessif) ou ouvert (adessif, superessif).
Le locatif est un des huit cas indo-européens, présent en sanskrit.

## Langues indo-européennes

### En latin
Le locatif n'a pas totalement disparu en latin. Par exemple, domi, « à la maison », et humi, « à terre » sont d'anciens locatifs. Cependant, généralement c'est l'ablatif précédé de la préposition in qui prend en charge la valeur de locatif, sauf pour les villes et les petites îles, qui appartiennent à la première ou la deuxième déclinaisons : Lutetiae habitas (Tu habites à Paris). Dans ce contexte, une petite île est une île qui prend le nom de sa ville principale. Le locatif se caractérise par une terminaison en -ae pour les noms de la première déclinaison et par une terminaison en -i pour les autres noms.

### Langues slaves

#### En russe
En russe ancien, il existait un locatif qui fonctionnait seul (sans préposition) et s’employait pour préciser la situation d'un procès, aussi bien dans le temps que dans l'espace. Cependant, il s'est assez tôt transformé en prépositionnel (предложный падеж), qui ne fonctionne plus qu'associé à certaines prépositions : Ты живёшь в Париже (Tu habites à Paris).
Néanmoins, il existe pour un nombre restreint de noms une forme particulière du prépositionnel utilisée avec les prépositions в (v, « dans ») et на (na, « sur ») appelée locatif (местный падеж). Par exemple :
- в снегу (v snegú, « dans la neige ») : locatif ;
- о снеге (o snége, « à propos de la neige ») : prépositionnel.

#### En slovaque
Le locatif (lokál) est l’un des six cas de la grammaire slovaque. Il est utilisé uniquement après certaines prépositions : v (« dans »), na (« sur »), o (« à propos de »), po (« après »), pri (« auprès de »), popri (« le long de »). Par exemple : v Bratislave (« à Bratislava »), na zemi (« sur terre »), o ôsmej (« à huit heures »).

#### En polonais
Le locatif (miejscownik) est l’un des sept cas de la grammaire polonaise. Son usage est très similaire au slovaque, on ne le trouve qu’après certaines prépositions : w Warszawie (« à Varsovie »), na miejscu (« sur place »), o pierwszej (« à une heure »).

### Langues baltes
Contrairement à l’usage des langues slaves, le locatif en lituanien et en letton s’utilise exclusivement sans préposition :
- lituanien : Lietuva (« Lituanie ») → Lietuvoje (« en Lituanie »), Vilnius → Vilniuje (« à Vilnius ») ;
- letton : Latvija (« Lettonie ») → Latvijā (« en Lettonie »), Daugavpils → Daugavpilī (« à Daugavpils »).

## Sources et références
1. ↑  Morisset, Gason, Thomas, Baudiffier, précis de grammaire des lettres latines, Magnard, 210 p. (ISBN 9782210472303), p. 14
2. ↑  Ch. J. Veyrenc, Histoire de la langue russe, Presses universitaires de France coll. « Que sais-je ? »